# Frank D. Stacey
Frank Donald Stacey (* 21. August 1929 in Essex) ist ein australischer Geophysiker.
Stacey studierte an der Universität London mit dem Bachelor-Abschluss 1950 und der Promotion 1953. Als Post-Doktorand war er 1953 bis 1956 an der University of British Columbia in Vancouver. Von 1961 bis 1964 war er Gassiot Fellow der Royal Society für Geomagnetismus an der Meteorological Office Research Station der University of Cambridge. Er war ab 1964 Reader und 1971 bis 1990 Professor für Angewandte Physik an der University of Queensland. Ab 1997 war er bei CSIRO Exploration and Mining.
Er ist unter anderem für Arbeiten über Gesteins-Magnetismus bekannt, wobei er die Arbeiten von Louis Néel in den 1950er Jahren erweiterte. Hier führte er den Begriff der Pseudo-Einzeldomäne ein (kollektives Verhalten von mehreren Domänen als ob sie eine Einzige wären). Er entwickelte eine Zustandsgleichung für hohe Drücke mit Anwendungen auf Materialien im unteren Mantel und Erdkern und schrieb ein verbreitetes Lehrbuch über die Geophysik der Erde.
1968 erhielt er einen D.Sc. der Universität London. 1979 wurde er Fellow der Australian Academy of Science. 1966/67 war er Chairman des Zweiges Queensland des Australian Institute of Physics. Er ist Fellow der American Geophysical Union.
1994 erhielt er die Louis Néel Medal.

## Schriften
- mit Paul M. Davis: Physics of the Earth, Cambridge University Press, 4. Auflage 2008 (zuerst Wiley, New York 1969)
- mit Jane Hodgkinson The Earth as a cradle of life, World Scientific 2013
- mit Subir Banerjee The physical principles of rock magnetism, Elsevier 1974
- Herausgeber mit M. S. Paterson, A. Nicolas Anelasticity in the earth, American Geophysical Union/Geological Society of America 1981
- mit Paul M. Davis High pressure equation of state and applications to the lower mantle and core, Physics of Earth and Planetary Interiors, Band 142, 2004, S. 137–184
- The K-primed approach to high pressure equations of state, Geophysical Journal International, Band 143, 2000, 621–628
- mit O. L. Anderson Electrical and thermal conductivities of Fe-Ni-Si alloy under core conditions, Physics of Earth and Planetary Interiors, Band 124, 2001, S. 153–162
- mit D. E. Loper The thermal-boundary-layer-interpretation of D`` and its role as a plume source, Physics of Earth and Planetary Interiors, Band 33, 1983, S. 45–55
- A thermal model of the earth, Physics of Earth and Planetary Interiors, Band 15, 1977, S. 341–348
- Finite strain, thermodynamics and the earth´s core, Physics of Earth and Planetary Interiors, Band 128, 2001, S. 179–193
- Thermoremanent magnetization (TRM) of multi-domain grains in igneous rocks, Philosophical Magazine, Band 3, 1958, S. 1391–1401
- Theory of the magnetic properties of igneous rocks in alternating magnetic fields, Philosophical Magazine, Band 6, 1961. S. 1241–1260
- The physical theory of rock magnetism, Advances in Physics, Band 12, 1963, S. 45–133
- Physical properties of the earth´s core, Geophysical Surveys, Band 1, 1972, S. 99–119
- mit Banerjee The high field torque-meter method of measuring magnetic anisotropy of rocks, in D. W. Collinson, K. M. Creer, S. K. Runcorn (Herausgeber) Methods in Palaeomagnetism, Elsevier 1967, S. 470–476
- mit R. D. Irvine Theory of melting. The thermodynamic basis of Lindemann´s Law, Australian Journal of Physics, Band 30, 1977, S. 631–640
- On the role of Brownian Motion in the control of detrital remanent magnetization of sediments, Pure and Applied Geophysics, Band 98, 1972, S. 139–145